# 14 avril 1900
Le samedi 14 avril 1900 est le 104e jour de l'année 1900.

## Naissances
- Olga Olby (morte le 28 novembre 1990), artiste peintre française
- Toshirō Sasaki (mort le 13 mars 1933), romancier japonais

## Décès
- Ernest Boulanger (né le 16 septembre 1815), compositeur français
- Henri Arondel (né le 13 juin 1827), artiste peintre français

## Autres événements
- Fondation de l'Union cycliste internationale
- Ouverture de l'Exposition universelle de 1900
- Début de l'exploitation de la ligne de chemin de fer américain Seaboard Air Line Railroad
- Inauguration du Pont Alexandre-III à Paris
- Société grenobloise de tramways électriques
- Sortie américaine du film Capture of Boer Battery by British